# Campeonato Paulista de Futebol de 1994 - Série A2
O Campeonato Paulista de Futebol de 1994 - Série A2 foi a 48.ª edição da competição de futebol de São Paulo promovida pela Federação Paulista de Futebol e equivaleu ao segundo nível do futebol do estado. Nesta edição foram promovidas as equipes Araçatuba, Juventus e XV de Piracicaba. Na outra ponta foram rebaixados Marília, São Caetano e Noroeste.

## Participantes
| - Araçatuba - (Araçatuba) - Botafogo - (Ribeirão Preto) - Catanduva - (Catanduva) - Comercial - (Ribeirão Preto) - Internacional - (Limeira) - Juventus - (São Paulo) - Marília - (Marília) - Noroeste - (Bauru) | - Olímpia - (Olímpia) - Paraguaçuense - (Paraguaçu Paulista) - São Caetano - (São Caetano do Sul) - São José - (São José dos Campos) - Sãocarlense - (São Carlos) - Taquaritinga - (Taquaritinga) - XV de Piracicaba - (Piracicaba) - XV de Jaú - (Jaú) |

## Classificação
| Série A2 | Série A2         | Série A2 | Série A2 | Série A2 | Série A2 | Série A2 | Série A2 | Série A2 | Série A2 | Série A2 | Série A2 | Série A2 |
| Time | Time             | Pts      | J        | V        | E        | D        | GP       | GC       | SG       |          |          |          |
| --- | ---------------- | -------- | -------- | -------- | -------- | -------- | -------- | -------- | -------- | -------- | -------- | -------- |
| 1 | Araçatuba        | 39       | 30       | 15       | 9        | 6        | 44       | 24       | 20       |          |          |          |
| 2 | Juventus         | 37       | 30       | 12       | 13       | 5        | 42       | 29       | 13       |          |          |          |
| 3 | XV de Piracicaba | 36       | 30       | 12       | 12       | 6        | 29       | 18       | 11       |          |          |          |
| 4 | Comercial        | 33       | 30       | 8        | 17       | 5        | 26       | 20       | 6        |          |          |          |
| 5 | XV de Jaú        | 31       | 30       | 11       | 9        | 10       | 40       | 36       | 4        |          |          |          |
| 6 | São José         | 31       | 30       | 10       | 11       | 9        | 23       | 22       | 1        |          |          |          |
| 7 | Taquaritinga     | 30       | 30       | 12       | 6        | 12       | 35       | 32       | 0        |          |          |          |
| 8 | Botafogo         | 30       | 30       | 11       | 8        | 11       | 30       | 32       | -2       |          |          |          |
| 9 | Internacional    | 29       | 30       | 11       | 7        | 12       | 35       | 41       | -6       |          |          |          |
| 10 | Sãocarlense      | 29       | 30       | 9        | 11       | 10       | 31       | 30       | 1        |          |          |          |
| 11 | Paraguaçuense    | 27       | 30       | 9        | 9        | 12       | 31       | 37       | -6       |          |          |          |
| 12 | Catanduva        | 27       | 30       | 8        | 11       | 11       | 24       | 30       | -6       |          |          |          |
| 13 | Olímpia          | 27       | 30       | 8        | 11       | 11       | 24       | 36       | -12      |          |          |          |
| 14 | Marília          | 27       | 30       | 7        | 13       | 10       | 36       | 37       | -1       |          |          |          |
| 15 | São Caetano      | 24       | 30       | 6        | 12       | 12       | 30       | 42       | -12      |          |          |          |
| 16 | Noroeste         | 23       | 30       | 7        | 8        | 14       | 31       | 42       | -11      |          |          |          |
| Pts – Pontos ganhos; J – Jogos; V - Vitórias; E - Empates; D - Derrotas; GP – Gols pró; GC – Gols contra; SG – Saldo de gols; |                  |          |          |          |          |          |          |          |          |          |          |          |

|  |                          |
|  | Promoção a Série A1.     |
|  | Rebaixamento a Série A3. |

## Premiação
| Campeonato Paulista de 1994 - Série A2 |
| -------------------------------------- |
| Araçatuba Campeão (3º título)          |